# Сорондо, Гонсало
Гонса́ло Соро́ндо Ама́ро (исп. Gonzalo Sorondo Amaro; 9 октября 1979, Монтевидео) — уругвайский футболист, центральный защитник. Выступал за сборную Уругвая. Участник чемпионата мира 2002 года. 3 сентября 2009 года получил бразильское гражданство.
За свою карьеру получил огромное число травм.

## Биография
Воспитанник футбольной школы «Дефенсор Спортинга», в основной команде которого Сорондо дебютировал в профессиональном футболе в 1998 году. В 1999 году принял участие в молодёжном чемпионате мира, где Уругвай занял 4-е место.
В 2001—2003 гг. выступал за миланский «Интер», однако уже тогда футболиста начали мучить травмы. В этот период он также был игроком основы сборной Уругвая, с которой принял участие в Кубке Америки 2001 и чемпионате мира 2002.
С 2003 по 2006 гг. находился в аренде в трёх различных клубах, включая «Чарльтон Атлетик», с которым он подписал контракт по истечении соглашения с «Интером». Однако и в «Чарльтоне» Сорондо преследовали травмы, футболист потерял место и в сборной Уругвая. Контракт с английским клубом был расторгнут, и Гонсало вернулся в Уругвай, где начал постепенно восстанавливаться от многочисленных травм. Проведя менее 10 матчей за родной «Дефенсор», Сорондо принял предложение бразильского «Интернасьонала», за который стал выступать с середины 2007 года.
4 ноября 2007 года — в матче против «Васко да Гамы» (победа «Интера» в гостях 2:1) получил разрыв крестообразных связок на левой ноге. Вернулся на поле 11 мая 2008 года. Ровно через неделю в гостевой игре против «Палмейраса» (1:2) получил вывих левого колена. 29 июня вернулся в Классико Гре-Нал (1:1). 9 июля получает травму правой лодыжки и бедра в игре против «Гояса» (1:0). Вернулся в строй 7 августа (поражение от «Крузейро» 0:2). После второго Гре-Нала в рамках Южноамериканского кубка выяснилось, что Сорондо необходима повторная операция на колене. Вернулся на поле только 2 мая 2009 года.
В 2010 году Гонсало принял участие в розыгрыше Кубка Либертадорес, увенчавшийся победой его команды. В последних матчах турнира уругваец участия не принимал, в ходе же турнира отметился голом в ворота «Эстудиантеса» (1/4 финала, победа 1:0), на тот момент действующего победителя турнира.
В декабре 2011 года подписал контракт с «Гремио», причём в нём значился пункт, согласно которому клуб может разорвать контракт если футболист получит очередную травму. 9 января 2012 года, на первой же тренировке, Сорондо получил разрыв крестообразных связок, и «Гремио» разорвал контракт с игроком. Завершил карьеру в клубе «Дефенсор Спортинг».

## Достижения
- Лигилья Уругвая (1): 2000
- Лига Гаушу (3): 2008, 2009, 2011
- Кубок Либертадорес (1): 2010
- Южноамериканский кубок (1): 2008
- Кубок Suruga Bank (1) 2009